# Capsicum Red
I Capsicum Red erano un gruppo di rock progressivo italiano formatosi nel 1970.

## Il gruppo
Più che per la loro carriera, i Capsicum Red si ricordano per il fatto che il loro chitarrista, Red Canzian, è entrato a far parte dei Pooh come bassista, diventando così titolare di una carriera di enorme successo.
I Capsicum Red, invece, nella loro breve esistenza, sono rimasti piuttosto in ombra.
Nel 1971 il gruppo fa uscire il suo primo singolo, Ocean, che ottiene un buon successo per il fatto che titolo del disco e nome del gruppo fanno pensare che non siano italiani; Ocean diviene anche la sigla della trasmissione televisiva ...e ti dirò chi sei, ed è anche stampato in Grecia e Francia.
Subito dopo viene inciso un altro singolo, Tarzan, ma il tipo di musica di entrambi è ancora lontano dalle atmosfere progressive, che arriveranno invece dopo un cambio di formazione  nel 1972 con la realizzazione dell'album Appunti per un'idea fissa. Musica progressiva con forti influenze sinfoniche sono ben evidenti nella suite presente sul lato A, il cui titolo, Patetica, fa subito pensare a Ludwig van Beethoven. Ed infatti la suite è derivata proprio dall'omonima sonata per pianoforte del compositore tedesco.
Nel 1973, senza aver raccolto grandi consensi, il gruppo si scioglie. Canzian entra per poco tempo negli Osage Tribe e poi, come già detto, nei Pooh.
Paolo Steffan, con un altro musicista, Gianni Genova, dà vita al duo Genova & Steffan, le cui intenzioni country si stemperano ben presto in un pop melodico, peraltro di poco successo, poi nel settembre del 1980 subentra a Claudio Ramponi negli Everest che però si sciolgono subito dopo la registrazione del secondo singolo "Daisy/Volare piano". Ha collaborato con Toto Cutugno, Iva Zanicchi, Adriano Celentano, Donatella Rettore, Franco Simone, Loretta Goggi. Nel 1984 inizia a collaborare con Pino Donaggio alla realizzazione di colonne sonore per il cinema americano, mentre nel 1996 inizia la sua collaborazione con Le Orme. È anche l'autore del logotipo dei Pooh.
Il batterista Roberto Balocco aveva in precedenza militato nei Panna Fredda partecipando alla registrazione dell'album Uno.
Come altri gruppi di rock progressivo degli anni '70, anche i Capsicum Red sono stati riscoperti in seguito: l'album è stato ristampato in CD nel 1991 dalla Artis Records  e nel 1995 dalla Vinyl Magic (con in più i brani dei due 45 giri); sempre la Vinyl Magic nel 2008 lo ha ristampato in vinile.

## Formazione
- Red Canzian - chitarra, voce
- Valter Gasparini - basso (1971)
- Paolo Steffan - basso, voce, pianoforte (1972)
- Mauro Bolzan - tastiere, armonica
- Paul Podda - batteria, banjo (1971)
- Roberto Balocco - batteria (1972)

## Discografia

### Album in studio
- 1972 - Appunti per un'idea fissa

### Singoli
- 1971 - Ocean/She's a Stranger
- 1971 - Tarzan/Shangrj-La
- 1972 - In una sera/Un fiore

### Apparizioni in raccolte
- 1972 - Tarzan